# 성문재
성문재(成汶宰, 1980년 10월 23일 ~ )는 대한민국의 기자이다.
고려대학교 언어학과를 졸업하고 종합 경제정보 미디어 이데일리에서 기자로 근무하고 있다.